# Agnès d'Aguillenqui
Agnès d'Aguillenqui (1602-1672) est une mystique et religieuse française. Elle est abbesse du couvent des capucines de Marseille à trois reprises.

## Biographie
Agnès d'Aguillenqui naît en 1602 à Aix-en-Provence sous le nom de Françoise d'Aguillenqui. Son père, Jean, est trésorier général du roi, et sa mère est Anne de Pontevès. Elle a un frère dont elle est proche.
Très jeune, elle fait preuve d'une grande piété.
Elle est l'une des sept premières religieuses nommées le 19 juillet 1626 au couvent des capucines de Marseille, fondé par Marthe d'Oraison . Elle pratique de très sévères mortifications, et ses consœurs se moquent d'elle, la jugeant excessive. Les supérieurs provinciaux de l'ordre des Capucins lui interdisent ces châtiments corporels, jugeant que son projet de vie en couvent est déjà assez austère. Ils reviennent ensuite sur leur décision, sans justifier leur changement d'avis.
De son vivant, on lui attribue la préscience de certains événements et même des miracles.
Elle est maîtresse des novices pendant douze ans, et abbesse à trois reprises (en 1650-1653, 1656-1659, 1662-1665).
Elle meurt le 18 juin 1672. À sa mort, l'entourage marseillais s'arrache des morceaux de ses vêtements, et fait toucher son corps par des chapelets.

## Postérité
Le capucin Marc de Bauduen écrit sa biographie spirituelle après son décès.